# Ahmed Al-Alwani
Ahmed Al-Alwani (né le 19 août 1981) est un footballeur libyen.
Il évolue comme défenseur.

## Carrière
Ahmed Al-Alwani joue à Al Madina pendant l'essentiel de sa carrière, sauf en 2010-2011 où il joue pour Ittihad FC. 
Al-Alwani évolue de 2011 à 2014 en équipe nationale, avec laquelle il participe à la Coupe d'Afrique des nations de 2012.